# Kușcivka, Volociîsk
Kușcivka (în ucraineană Кущівка) este un sat în comuna Cerneava din raionul Volociîsk, regiunea Hmelnîțkîi, Ucraina.

## Demografie
Componența lingvistică a localității Kușcivka
     Ucraineană (99,28%)
     Alte limbi (0,72%)
Conform recensământului din 2001, majoritatea populației localității Kușcivka era vorbitoare de ucraineană (99,28%), existând în minoritate și vorbitori de alte limbi.